# Осока песчаная
Осо́ка песча́ная (лат. Carex arenaria) — многолетнее травянистое растение, вид рода Осока (Carex) семейства Осоковые (Cyperaceae).

## Распространение и экология
Ареал охватывает юг Северной Европы, Атлантическую Европу, Прибалтику, европейскую часть России: побережье Финского залива, окрестности города Печоры.
Произрастает по приморским, озёрным и речным незакреплённым пескам, дюнам, в приморских сосновых лесах.

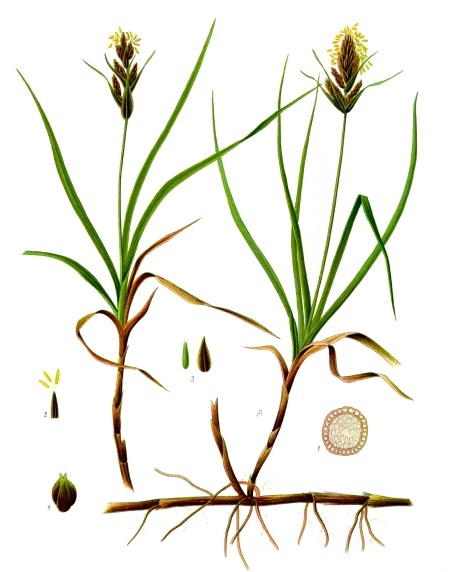

## Ботаническое описание

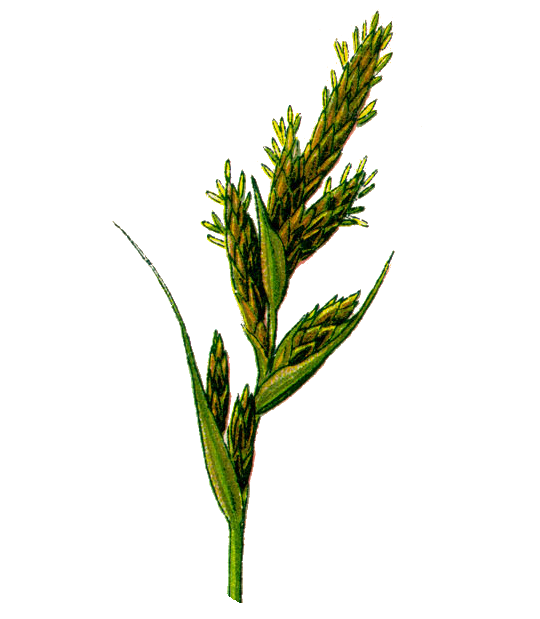
Соцветие

Жёсткое, серо-зелёное, однодомное растение с толстым, на изломе пахучим, до 3—5 мм в диаметре, длинноползучим корневищем, с тонкой, при высыхании отстающей и сминающейся корой, покрытым расщеплёнными светло-бурыми влагалищами.
Стеблей несколько, изогнутые, наверху шероховатые, у основания одетые безлистными, охристыми влагалищами.
Листья равны стеблю или длиннее его, шириной до 3 мм, полусвёрнутые, длинно и тонко заострённые, изогнутые.
Колоски в числе (3)10—16(18), буровато-ржавые, верхние — мужские или андрогинные, реже женские, средние — андрогинные или мужские, нижние — женские или андрогинные, собраны в продолговатый, книзу раздвинутый колос, с 1—2 короткими прицветными листьями. Чешуи ланцетные, остистые, ржавые, с зеленоватым килем и светлым краем, длиннее мешочков. Мешочки полукожистые, яйцевидные или продолговато-яйцевидные, длиной (4)4,5—5(5,5) мм, плоско-выпуклые, ржавые, с обеих сторон с немногочисленными жилками, от средины кверху широко и зазубренно крылатые (крыло 0,4—0,5(0,7) мм), голые или едва заметно по жилкам коротко опушённые, в основании округлые, на короткой ножке, постепенно суженные в удлинённый, глубоко расщеплённый, двузубчатый носик. Кроющие листья чешуевидные.
Число хромосом 2n=60, 64 (Rohweder, 1938).
Вид описан из Европы.
Варьирует по строению колосков в соцветии, верхние из которых андрогинные или тычиночные и очень редко пестичные, средние андрогинные или пестичные, нижние пестичные или крайне редко андрогинные.

## Практическое использование
Осока песчаная является хорошим закрепителем песков.

## Таксономия
Вид Осока песчаная входит в род Осока (Carex) трибы Cariceae подсемейства Сытевые (Cariceae) семейства Осоковые (Apiaceae) порядка Злакоцветные (Poales).
|  |                                      |  |                                                             |                                                             |                    |  | ещё 17 семейств (согласно Системе APG II) | ещё 17 семейств (согласно Системе APG II)         |                                                   |  |  |  | ещё 13 триб (согласно Системе APG II) | ещё 13 триб (согласно Системе APG II) |  |  |  |  | ещё более 2450 видов | ещё более 2450 видов |
|  |                                      |  |                                                             |                                                             |                    |  | ещё 17 семейств (согласно Системе APG II) | ещё 17 семейств (согласно Системе APG II)         |                                                   |  |  |  | ещё 13 триб (согласно Системе APG II) | ещё 13 триб (согласно Системе APG II) |  |  |  |  | ещё более 2450 видов | ещё более 2450 видов |
|  |                                      |  |                                                             | порядок Злакоцветные                                        |                    |  |                                           |                                                   | подсемейство Сытевые                              |  |  |  |                                       | род Осока                             |  |  |  |  |                      |                      |
|  |                                      |  |                                                             | порядок Злакоцветные                                        |                    |  |                                           |                                                   | подсемейство Сытевые                              |  |  |  |                                       | род Осока                             |  |  |  |  |                      |                      |
|  | отдел Цветковые, или Покрытосеменные |  |                                                             |                                                             | семейство Осоковые |  |                                           |                                                   | триба Cariceae                                    |  |  |  | вид Осока песчаная                    |                                       |  |  |  |  |                      |                      |
|  | отдел Цветковые, или Покрытосеменные |  |                                                             |                                                             |                    |  |                                           |                                                   |                                                   |  |  |  |                                       |                                       |  |  |  |  |                      |                      |
|  |                                      |  | ещё 44 порядка цветковых растений (согласно Системе APG II) | ещё 44 порядка цветковых растений (согласно Системе APG II) |                    |  |                                           | подсемейство Мапаниевые (согласно Системе APG II) | подсемейство Мапаниевые (согласно Системе APG II) |  |  |  | ещё около 100 родов                   | ещё около 100 родов                   |  |  |  |  |                      |                      |
|  |                                      |  |                                                             | ещё 44 порядка цветковых растений (согласно Системе APG II) |                    |  |                                           |                                                   | подсемейство Мапаниевые (согласно Системе APG II) |  |  |  |                                       | ещё около 100 родов                   |  |  |  |  |                      |                      |